# Parcs Nacionals del llac Turkana
Els Parcs Nacionals del llac Turkana és un grup de tres parcs nacionals a Kenya. Estan inscrits a la llista del Patrimoni de la Humanitat de la UNESCO des del 1997 i ampliat el 2001. Les raons de la importància d'aquest parc inclouen el seu ús com un punt de parada per a les aus migratòries, com a lloc per alimentar-se per al cocodril del Nil, hipopòtams i serps. També conté els fòssils en els dipòsits Koobi Fora, que són úniques al món. Els parcs nacionals del llac Turkana consisteixen en el Parc Nacional de Sibiloi i dues illes del llac Turkana (Central Island i South Island).